# The Jets (Nederlandse band)
The Jets is een Nederlandse muziekgroep uit Utrecht.

## Geschiedenis
De band begon in 1959 als de Rocking Explosives. De band speelde covers van The Shadows en gelijkaardige muziek. Op 1 januari 1963 werd de naam gewijzigd in The Jets. Hun uitvoering van "Goldfinger" haalde de Nederlandse Top 40 net als "The Pied Piper". Als gevolg van het succes mocht de band optreden in Londen en kwam ze in contact met The Beatles, The Rolling Stones, Cliff Richard, The Shadows, The Searchers, Dusty Springfield en Crispian St. Peters. Die laatste groep nam een eigen versie op van "The Pied Piper". De band begon aan een eigen geluidsstudio te bouwen en ontmoette Peter Koelewijn, die de single “A worker in the Night”/”If I could start my Life again" schreef. De geluidsstudio aan de Oude Gracht werd een klein succes. Lenny Kuhr, Bonnie St. Claire, Peter Koelewijn, Don Mercedes en Mariska Veres hebben er gebruik van gemaakt. The Jets begeleidden een beginnende Bonnie St. Claire op haar debuutsingle Tame Me Tiger. Na de laatste single "Please send me a letter" verdween The jets uit zicht, om in 1983 een korte reünie te hebben. Sindsdien treedt de band nog af en toe op.

## Leden
- Nico Witkamp (zang, basgitaar)
- Barry van den Berg (zang, leadgitaar)
- Leen van der Werf (slaggitaar)
- Eddy Geurtsen (toetsinstrumenten, zang)
- Fred Rorive (drums)

### Ex-leden
- Peter van Meel (zang, overleden 2019)[1]
- Karry Mulder (basgitaar, overleden 2000)
- Tonny Mulder (drums)
- Boy Bostrowksi (drums)

Gerard van Plateringen (Lead Guitar, overleden 2019)

## Discografie

### Singles
- 1964: Shake hands/Memphis, Tennessee, alleen verkrijgbaar bij botermerk Leeuwenzegel.
- 1964: Jets fly/Baby Elephant Walk
- 1965: Jets versie van Goldfinger (werd ook uitgebracht in Japan, maar dan onder artiestennaam The Goldfingers)
- 1965: Thunderball
- 1966: Do the monkey with James Bond
- 1966: I was so glad
- 1966: The Pied Piper
- 1966: If I could start my life again
- 1966: Please send me a letter
- 1988: Solide

### Elpees
- 1966: Caravan
- 1966: Goldfinger
- 1966: Santa Claus a Go Go
- 1983: The Jets Live

### NPO Radio 2 Top 2000
Van The Jets stond alleen The Pied Piper in 2000 in de NPO Radio 2 Top 2000, op plek 1001.
1. ↑  Zanger Peter van Meel van The Jets overleden. Geraadpleegd op 20 september 2019.